# Mount Sterling (Alabama)
Mount Sterling es un área no incorporada en el condado de Choctaw, Alabama, Estados Unidos.

## Historia
Mount Sterling fue una vez una próspera comunidad antes de la guerra, con una economía basada en el algodón y la madera, pero hoy en día queda poco más que unas pocas casas dispersas. La Iglesia Metodista de Mount Sterling, está incluido en el Registro Nacional de Lugares Históricos.
La población de Mount Sterling como comunidad no incorporada era de 126 habitantes en el censo de Estados Unidos de 1880, la única vez que se devolvió una cifra.